# Grand Prix de littérature Paul Morand
Il Grand Prix de littérature Paul Morand è un premio letterario francese, istituito nel 1977 e assegnato ogni due anni dall'Académie française dal 1980 in alternanza con il Grand Prix de littérature de l'Académie française, a un autore francofono per l'insieme della sua opera.

## Premiati
- 1980 : Jean-Marie Le Clézio[1]
- 1982: Henri Pollès
- 1984: Christine de Rivoyre
- 1986: Jean Orieux
- 1988: Emil Cioran
- 1990: Jean-François Deniau
- 1992: Philippe Sollers
- 1994: Andrée Chedid
- 1996: Marcel Schneider
- 1998: Daniel Rondeau
- 2000: Patrick Modiano
- 2002: Jean-Paul Kauffmann
- 2004: Jean Rolin[1]
- 2006: Jean Echenoz[1]
- 2008: Jacques Roubaud[1]
- 2010: Olivier Rolin
- 2012: Patrick Grainville
- 2014: Gilles Lapouge
- 2016: Non assegnato
- 2018: Charles Dantzig[2]
- 2020: Valère Novarina[3]
- 2022: Éric Neuhoff[4]
- 2024: Marcel Cohen[5]